# Семёнково (Вепревский сельсовет)
Семёнково — деревня в Вологодском районе Вологодской области на реке Шомица.
Входит в состав Кубенского сельского поселения (с 1 января 2006 года по 8 апреля 2009 года входила в Вепревское сельское поселение), с точки зрения административно-территориального деления — в Вепревский сельсовет.
Расстояние до районного центра Вологды по автодороге — 62 км, до центра муниципального образования Кубенского по прямой — 19 км. Ближайшие населённые пункты — Филькино, Хаменниково, Богослово, Молоково, Василёво, Доронкино, Вирлово, Еляково.
По данным переписи в 2002 году постоянного населения не было.